# Lordelo do Ouro
Lordelo do Ouro é uma antiga freguesia portuguesa do concelho do Porto que, pela Lei n.º 11-A/2013 de 28 de janeiro, foi integrada na União das Freguesias de Lordelo do Ouro e Massarelos.

## População
| População da freguesia de Lordelo do Ouro | População da freguesia de Lordelo do Ouro | População da freguesia de Lordelo do Ouro | População da freguesia de Lordelo do Ouro | População da freguesia de Lordelo do Ouro | População da freguesia de Lordelo do Ouro | População da freguesia de Lordelo do Ouro | População da freguesia de Lordelo do Ouro | População da freguesia de Lordelo do Ouro | População da freguesia de Lordelo do Ouro | População da freguesia de Lordelo do Ouro | População da freguesia de Lordelo do Ouro | População da freguesia de Lordelo do Ouro | População da freguesia de Lordelo do Ouro | População da freguesia de Lordelo do Ouro |
| ----------------------------------------- | ----------------------------------------- | ----------------------------------------- | ----------------------------------------- | ----------------------------------------- | ----------------------------------------- | ----------------------------------------- | ----------------------------------------- | ----------------------------------------- | ----------------------------------------- | ----------------------------------------- | ----------------------------------------- | ----------------------------------------- | ----------------------------------------- | ----------------------------------------- |
| 1864                                      | 1878                                      | 1890                                      | 1900                                      | 1911                                      | 1920                                      | 1930                                      | 1940                                      | 1950                                      | 1960                                      | 1970                                      | 1981                                      | 1991                                      | 2001                                      | 2011                                      |
| 3 034                                     | 3 650                                     | 5 341                                     | 6 693                                     | 7 982                                     | 8 084                                     | 8 600                                     | 9 440                                     | 10 260                                    | 15 539                                    | 17 208                                    | 22 316                                    | 22 421                                    | 22 212                                    | 22 270                                    |

Pelo decreto nº 40.526, de 08/02/1956, foram-lhe fixados os actuais limites.
| Distribuição da População por Grupos Etários | Distribuição da População por Grupos Etários | Distribuição da População por Grupos Etários | Distribuição da População por Grupos Etários | Distribuição da População por Grupos Etários | Distribuição da População por Grupos Etários | Distribuição da População por Grupos Etários | Distribuição da População por Grupos Etários | Distribuição da População por Grupos Etários | Distribuição da População por Grupos Etários |
| -------------------------------------------- | -------------------------------------------- | -------------------------------------------- | -------------------------------------------- | -------------------------------------------- | -------------------------------------------- | -------------------------------------------- | -------------------------------------------- | -------------------------------------------- | -------------------------------------------- |
| Ano                                          | 0-14 Anos                                    | 15-24 Anos                                   | 25-64 Anos                                   | > 65 Anos                                    |                                              | 0-14 Anos                                    | 15-24 Anos                                   | 25-64 Anos                                   | > 65 Anos                                    |
| 2001                                         | 3 349                                        | 3 196                                        | 11 943                                       | 3 724                                        |                                              | 15,1%                                        | 14,4%                                        | 53,8%                                        | 16,8%                                        |
| 2011                                         | 3 168                                        | 2 568                                        | 12 152                                       | 4 382                                        |                                              | 14,2%                                        | 11,5%                                        | 54,6%                                        | 19,7%                                        |

## História
O brasão de Lordelo do Ouro relata a história desta pequena e linda freguesia: as ferramentas de marcenaria simbolizam os estaleiros ribeirinhos onde se construíram os barcos na época dos Descobrimentos Marítimos, o fundo dourado relembra os carregamentos de ouro de África e Brasil que eram ali descarregados, junto com os três símbolos da roda dentada (indústria), a roda das navalhas (o suplício de Santa Catarina) e a Ponte da Arrábida, sobre as ondas do Rio Douro.
Lordelo do Ouro oferece margens amenas que, quando o Porto era uma pequena cidade na Ribeira, constituía o primeiro porto ribeirinho aos barcos que entravam a barra do Douro. Era por isso escolhida como estaleiro e local de comércio, e a colina cimeira fornecia um excelente ponto de observação bem como um marco para navegação marítima, onde mais tarde se erigiria a capela de Santa Catarina em 1395.
Foi nestes estaleiros que os portuenses construíram a pequena armada que foi tentar quebrar o cerco a Lisboa durante o Interregno de 1383-1385; Nun'Álvares Pereira deveria ter seguido com a armada, mas os cavaleiros do Porto invejavam o seu sucesso militar e decidiram largar antes que chegasse. O resultado está registado na História: sem vento favorável para uma emboscada, os barcos do Mestre de Aviz mal saíram do porto de Lisboa, e os barcos idos do Porto pouco mais puderam fazer que criar uma escaramuça e fugir, perante a supremacia naval Castelhana. Enquanto isso, Nun'Álvares Pereira cavalgava ferozmente chegando a tempo de lançar o terror nas hostes castelhanas em terra, antes de se retirar para campos mais pacíficos. O golpe não terminou com o Cerco, mas foi uma vitória moral que traria frutos mais tarde.
Anos mais tarde, os mesmos estaleiros veriam nascer as naus que levariam o exército de D. João I e um idoso Nun'Álvares Pereira até Ceuta para a primeira conquista de território em África.
Chegado o Século XIX, e com a popularização das férias e dos banhos de mar, a cidade desenvolve-se para a Foz, reduzindo Lordelo do Ouro a local de passagem. É assim que chegamos ao Século XX e Lordelo do Ouro mantém o seu aspecto bucólico, de jardins e quintas, onde a vida se revelaria amarga e trabalhosa durante os tempos do Estado Novo e do Pós-Guerra. Reduzida a meia dúzia de ruas que desciam da Boavista em direcção ao rio, os movimentos sociais da década de 70 escolheriam Lordelo do Ouro como local privilegiado para a expansão imobiliária e para a construção de bairros sociais, que para sempre transfigurariam a freguesia de Lordelo do Ouro.

## Património
- Farolim das Sobreiras

## Arruamentos
A antiga freguesia de Lordelo do Ouro contém 181 arruamentos. São eles:
| - Alameda de Manuel d'Arriaga - Avenida da Boavista¹ ² ³ 4 5 - Avenida do Marechal Gomes da Costa6 - Bairro da Mouteira - Bairro da Pasteleira - Bairro de Casas Económicas das Condominhas - Bairro de Casas Económicas de Marechal Gomes da Costa - Bairro do Aleixo - Bairro do Dr. Nuno Pinheiro Torres - Beco do Campo Alegre - Beco do Outeiro - Calçada de João do Carmo - Calçada do Ouro - Largo da Costa Nova - Largo da Póvoa de Varzim - Largo de António Cálem - Largo de D. João III - Largo de Diogo Gomes - Largo de Mira - Largo de Pinto Correia - Largo de Santa Catarina - Largo de Tomé Pires¹ - Largo do Curso Silva Monteiro - Largo do Maestro Miguel Ângelo - Praça de D. Afonso V¹ 6 - Praça de Teixeira Lopes - Praça do Conde de Samodães - Praça Rotary International - Praceta de João Augusto Ribeiro5 - Rua Brigadeiro Nunes da Ponte - Rua da Aguda - Rua da Argentina - Rua da Arrábida - Rua da Cordoaria Velha de Lordelo - Rua da Costa Nova - Rua da Ericeira - Rua da Figueira da Foz - Rua da Gazeta Literária - Rua da Granja de Lordelo - Rua da Mocidade da Arrábida - Rua da Mouteira - Rua da Nazaré - Rua da Pasteleira - Rua da Senhora da Ajuda - Rua da Torreira - Rua da Venezuela - Rua das Condominhas | - Rua das Palmeiras - Rua de Afonso de Albuquerque - Rua de Afonso de Aveiro - Rua de Afonso de Paiva - Rua de Alberto de Oliveira - Rua de Aleixo da Mota - Rua de Alfredo Nunes de Matos - Rua de Algés - Rua de Álvaro Gomes - Rua de Âncora - Rua de André Álvares de Almada - Rua de António Arroio - Rua de António Bessa Leite - Rua de António Cardoso - Rua de António Galvão¹ 6 - Rua de António José da Costa³ - Rua de António José de Almeida - Rua de António Mariz Carneiro - Rua de António Patrício³ - Rua de Arnaldo Leite - Rua de Bartolomeu Velho - Rua de Belos Ares - Rua de Bernardino Machado - Rua de Carlos Dubini - Rua de Carvalho Barbosa - Rua de Cascais - Rua de Cima - Rua de Ciríaco de Cardoso - Rua de Coelho Lousada - Rua de Correia de Sá - Rua de Costa Júnior - Rua de D. Francisco de Almeida¹ - Rua de D. João de Azevedo - Rua de D. João de Castro - Rua de D. João de Mascarenhas - Rua de D. Luís de Ataíde - Rua de D. Pedro de Menezes - Rua de Diogo Botelho6 - Rua de Diogo do Couto - Rua de Domingos Alvão - Rua de Dominguez Alvarez - Rua de Duarte Lopes - Rua de Duarte Pacheco Pereira - Rua de Espinho - Rua de Esposende | - Rua de Estêvão Gomes - Rua de Feliciano de Castilho³ - Rua de Felicidade Browne³ - Rua de Fernão Vaz Dourado - Rua de Fez¹ 4 - Rua de Francisco Barreto - Rua de Garcia d'Orta - Rua de Gaspar Correia - Rua de Gil Eanes - Rua de Gomes Eanes de Azurara6 - Rua de Gonçalo Velho - Rua de Grijó - Rua de Guilherme Braga³ - Rua de Henrique Alegria - Rua de João Baptista Lavanha - Rua de João de Barros6 - Rua de João de Deus² 5 - Rua de João Grave - Rua de João Rodrigues Cabrilho - Rua de Jorge Reinel - Rua de José Monteiro Salazar - Rua de Júlio Brandão - Rua de Leça - Rua de Luís Cruz - Rua de Luís Serrão Pimentel - Rua de Manuel Bandeira - Rua de Miramar - Rua de Nicolau Coelho - Rua de Paulo da Gama - Rua de Paulo Dias de Novais - Rua de Pedro Escobar - Rua de Pedro Hispano² 5 - Rua de Penoucos - Rua de Raimundo de Macedo - Rua de Ruben A. - Rua de Rui Faleiro - Rua de Sagres¹ - Rua de Santa Joana Princesa¹ - Rua de Serpa Pinto² 7 - Rua de Serralves - Rua de Soares de Passos³ - Rua de Sobreiras - Rua de Tânger - Rua de Tomé de Sousa - Rua de Tristão da Cunha | - Rua de Vieira da Silva - Rua de Vila do Conde - Rua do Aleixo - Rua do Alto da Arrábida - Rua do Campo Alegre³ - Rua do Dr. Aires Borges - Rua do Dr. Gil da Costa - Rua do Dr. José de Figueiredo³ - Rua do Dr. Nuno Pinheiro Torres - Rua do Estoril - Rua do Furadouro - Rua do Maestro Virgílio Pereira - Rua do Mestre Mendes da Silva - Rua do Orfeão do Porto - Rua do Ouro³ - Rua do Padre Fernão Cardim - Rua do Padre Luís de Almeida - Rua do Pintor Arpad Szenes - Rua do Prof. Augusto Nobre - Rua do Prof. Câmara Sinval - Rua do Prof. Luís Costa - Rua do Progresso - Rua do Senhor da Boa Morte - Rua do Tenente Valadim5 - Rua Duruelo de la Sierra - Rua Júlio Lourenço Pinto - Rua Pedro Olaio - Rua Pintor António Cruz - Rua Robert Smith - Rua São João do Porto - Rua Sociedade Nacional dos Fósforos - Travessa da Arrábida - Travessa da Fonte Arcada - Travessa da Mazorra - Travessa da Mouteira - Travessa das Condominhas - Travessa de Entre Campos³ - Travessa de Luís Cruz - Travessa do Alto da Arrábida - Travessa do Senhor da Boa Morte - Via do Almirante Gago Coutinho³ 5 - Via Panorâmica³ - Via Panorâmica Edgar Cardoso³ - Viela de Grijó - Viela do Sobreirinho |

1Partilhada com a freguesia de Aldoar.
²Partilhada com a freguesia da Cedofeita.
³Partilhada com a freguesia de Massarelos.
4Partilhada com a freguesia de Nevogilde.
5Partilhada com a freguesia de Ramalde.
6Partilhada com a freguesia da Foz do Douro.
7Partilhada com a freguesia de Paranhos.

## Colectividades
- Associação Desportiva e Recreativa da Pasteleira